# Apollo 10 e mezzo
Apollo 10 e mezzo (Apollo 10 1⁄2: A Space Age Childhood) è un film d'animazione del 2022 scritto e diretto da Richard Linklater.
La pellicola segue le vicende di Stan, personaggio liberamente basato sull'infanzia del regista Linklater, e della sua famiglia nell'estate 1969 durante la corsa allo spazio fino all'allunaggio dell'Apollo 11.

## Trama
Stanley ha dieci anni ed è l'ultimo dei sei figli di una famiglia che vive in un sobborgo meridionale di Houston, quando siamo alla vigilia del primo viaggio dell'uomo sulla Luna. Tutto il mondo attende questo momento e la città texana è completamente concentrata da tempo su questo, con la NASA che lì occupa più o meno direttamente tantissime persone. Tra questi anche il padre di Stan che, però, per il disappunto del ragazzo, non è un astronauta, ma un impiegato amministrativo nell'ambito della logistica. Ma Stan a scuola racconta versioni più fantasiose riguardo l'impiego del padre alla NASA, e con i fratelli si diverte guardando la TV, giocando in cortile, insomma in maniera molto semplice, come usava in quegli anni e per quello che permettevano le finanze di una famiglia della classe media, particolarmente numerosa.
In vista delle vacanze estive, Stan viene selezionato da due agenti della NASA e prelevato da questi per un'operazione misteriosa. Dietro una copertura totale, il ragazzino, viste le sue doti psico-fisiche e per via della sua piccola statura, è stato infatti scelto per testare i veicoli che saranno necessari alla spedizione ufficiale per sbarcare sulla Luna. In pratica Stan effettua in tempi rapidissimi l'addestramento e quindi viene segretamente lanciato sulla Luna dove anticipa con successo, e in solitaria, tutto quello che poi sarà effettuato dalla Apollo 11. Tornato sulla terra assisterà quindi, quasi distrattamente, prima al lancio e poi all'allunaggio, che terrà tutto il mondo col fiato sospeso, consapevole che parte del successo, si deve a lui.

## Promozione
Il primo trailer del film è stato diffuso il 7 marzo 2022.

## Produzione
Le riprese sono state effettuate con green screen; parti del film sono stati girati in live action: gli attori hanno recitato senza interagire tra loro e sono poi stati animati in post-produzione tramite la tecnica del rotoscopio.

## Distribuzione
Il film è stato presentato al South by Southwest il 13 marzo 2022, distribuito limitatamente negli Stati Uniti dal 24 marzo e globalmente su Netflix dal 1º aprile.

## Accoglienza

### Critica
Il film è stato acclamato dalla critica, che ne ha lodato principalmente la sceneggiatura, gli effetti ed i temi. Sull'aggregatore Rotten Tomatoes il film riceve il 91% delle recensioni professionali positive con un voto medio di 7.90 su 10 basato su 137 critiche, mentre su Metacritic ottiene un punteggio di 79 su 100 basato su 38 critiche.
La prestigiosa rivista Cahiers du cinéma posiziona il film al settimo posto dei migliori del 2022.
La rivista Best Movie ha posizionato il film al quarto posto dei migliori dl 2022.

## Casi mediatici
Il film è stato escluso dalla corsa agli Oscar 2023 per l'Oscar al miglior film d'animazione, a causa dell'uso del rotoscopio e di filmati live action per circa il 20% del film, causando reazioni negative tra la troupe.